# Veľké Blahovo
Veľké Blahovo (în maghiară Nagyabony) este o comună slovacă, aflată în districtul Dunajská Streda din regiunea Trnava. Localitatea se află la altitudinea de 116 m deasupra n.m., se întinde pe o suprafață de 18,13 km2 și în 2017 număra 1.586 de locuitori.

## Istoric
Localitatea este atestată documentar din 1162 sub numele terra Oboni.

## Demografie
| An:                | 1994 | 2004   | 2014    | 2024   |
| ------------------ | ---- | ------ | ------- | ------ |
| Număr de persoane: | 1200 | 1318   | 1533    | 1579   |
| Diferență:         |      | +9,83% | +16,31% | +3,00% |

| An:                | 2023 | 2024   |
| ------------------ | ---- | ------ |
| Număr de persoane: | 1588 | 1579   |
| Diferență:         |      | −0,56% |